# Ірпінь (річка)
Ірпі́нь — річка в Україні, права притока Дніпра, в межах Житомирської та Київської областей. Довжина 162 км, площа басейну 3340 км². Бере початок біля села Яроповичі. Закінчується біля села Козаровичі, де води Ірпеня піднімаються насосною станцією до рівня Київського водосховища. 
Мінералізація води Ірпеня в середньому становить: весняна повінь — 295 мг/дм³; літньо-осіння межень — 450 мг/дм³; зимова межень — 459 мг/дм³.

## Історія
За часів Київської Русі в Приірпінні пролягав кордон між двома східнослов'янськими союзами племен — полянами та деревлянами. Землі навколо річки були серцевиною Київської Русі, і літописи не раз згадували про цю річку у зв'язку з певними історичними подіями. Одним з них була Битва на річці Ірпінь у 1321 році, в результаті якої Київ і суміжні землі потрапили під панування Великого Князівства Литовського. Місцеве населення брало участь у національній революції (1648—1676), у народному повстанні під проводом Семена Палія.
У XVIII столітті річкою Ірпінь пролягав кордон між Російською імперією та Польщею, встановлений після укладення між цими державами 26 квітня 1686 року «Вічного миру». Лівобережжя Ірпеня, де розташовані сучасні Буча, Ворзель, Гостомель відійшло до Польщі.
По обидва боки кордону розташувалися польські та російські прикордонні форпости. Прикордонний край був переповнений контрабандистами, які потай провозили через кордон у Київ угорське вино і французьку горілку. Місцеві жителі надавали притулок контрабандистам і гайдамакам, іноді навіть брали участь у походах гайдамак і поділі здобичі. Тут також діяли численні дрібні гайдамацькі загони під керівництвом Гапона Кощієнка, Бородавки, старообрядця Харитона Коняхіна, Грицька Ступака.
У 1941 році річкою Ірпінь радянською армією була створена перша лінія оборони Києва від німецько-фашистських військ, зокрема 13-ї танкової дивізії, що наступала на столицю.

### Російсько-українська війна
Під час російської навали в 2022 році річка знову відіграла роль природної перепони загарбникам та допомогла врятувати Київ і вибити окупантів з Мощуна.
Уже на другий день початку повномасштабного наступу з північного напряму, 25 лютого 2022 року українські військові були вимушені підірвати мости (через річку Ірпінь) на Новоірпінській трасі Р30, мостовий перехід у Гостомелі по Варшавській трасі М07 та у Демидові по автодорозі Р02.
В перший день вторгнення командувачу оборони Києва Олександрові Сирському була запропонована ідея пустити воду з Київського водосховища через греблю в Козаровичах назад в річку Ірпінь. Він видав відповідний наказ й наступного дня після невдалих спроб відкрити здійснили перший підрив — внаслідок вибуху близько 500 кг вибухівки утворився отвір діаметром близько метра-півтора. Та на заваді став шлюз навпроти села Червоне урочища Шевелівка.
На той час в Мощуні та поблизу шлюзу вже точились запеклі бої, ані підняти, ані зруйнувати його не вдалось. Тому було вирішено підірвати греблю в Козаровичах вдруге. Цього разу вже під ворожим вогнем була закладена тонна вибухівки. Аби прискорити надходження води в заплаву Ірпеня були відкриті шлюзи вище за течією, також Вишгородська ГЕС подбала про підвищення рівня води в Київському водосховищі.
Завдяки стрімкому зростанні рівня річки наведені росіянами три понтонні переправи в районі Мощуна виявились непридатними до використання, підходи до них залило, в полях зав'язала і тонула російська військова техніка. Вода з річки затоплювала окопи росіян, що вже встигли закріпитись на лівому березі, їм доводилось рити нові окопи, переносити свої речі, зброю, боєприпаси, що робило їх уразливими для української артилерії.
Ірпінь розлилась, протягом наступних днів та тижнів, заплава була затоплена на понад 20 кілометрів вгору за течією. На мілководне плесо перетворилась площа у 2842 гектар. Через понад місяць від підриву греблі, підтоплення сягнуло околиць сіл Гута-Межигірська, Червоне, Мощун, Горенки й селища Гостомель, затопивши прибережжя висотою в 107 метрів над рівнем моря. Були підтоплені будинки та домогосподарства в Демидові та Козаровичах. Водою було насичено річки Здвиж і Тетерів.

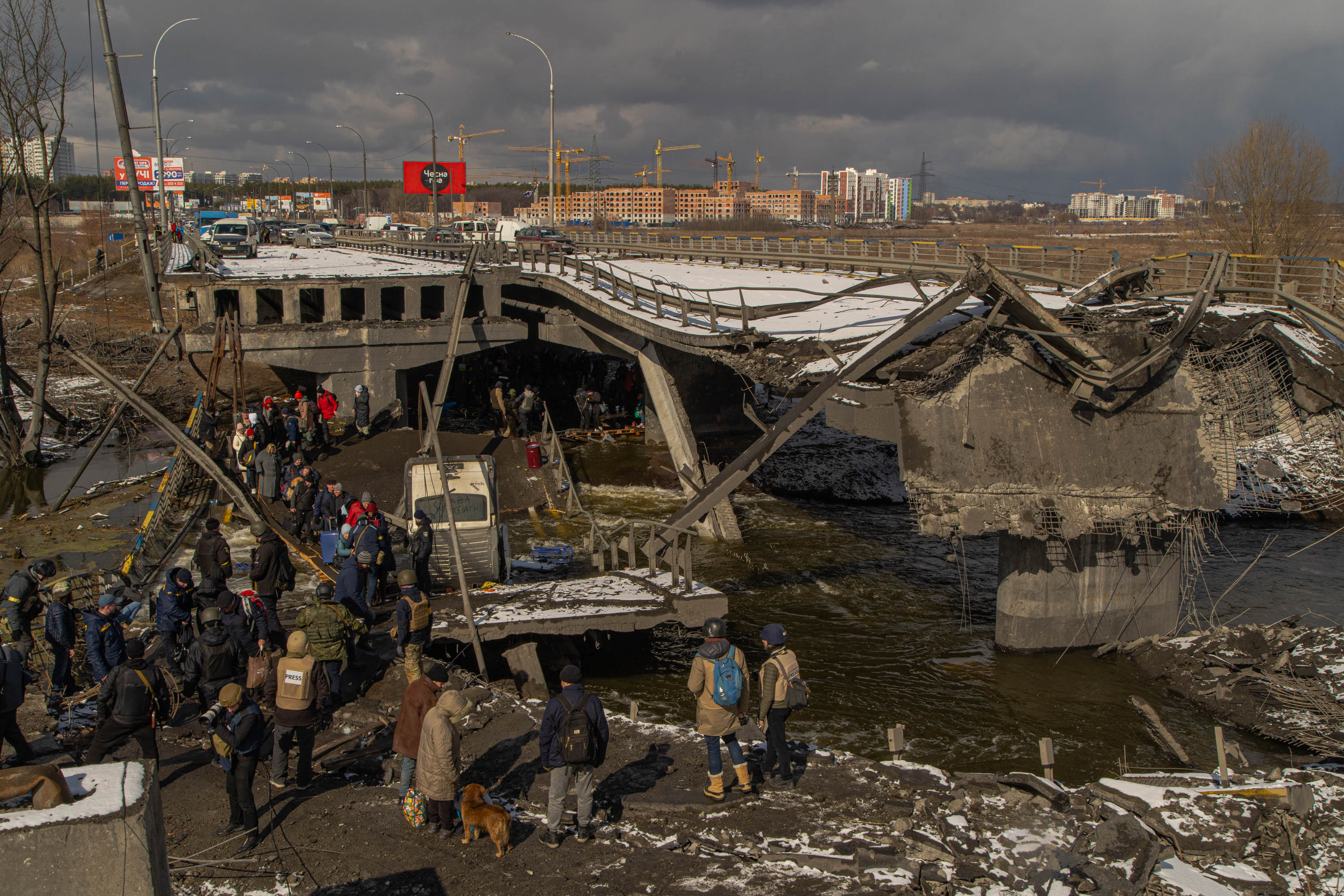
Евакуація цивільного населення через річку Ірпінь після підриву моста по Новоірпінській трасі в Романівці поблизу міста Ірпінь
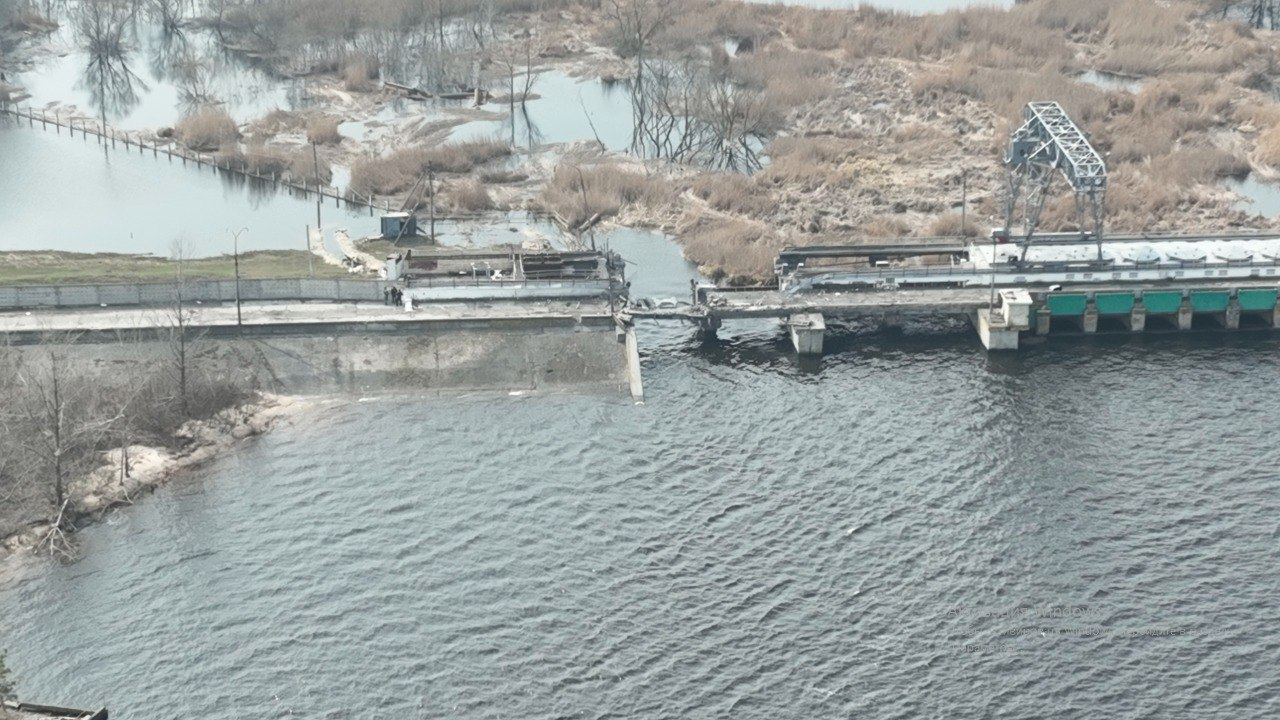
Вода з Київського водосховища ринула через пошкоджену греблю в Козаровичі вверх за течією річки Ірпінь
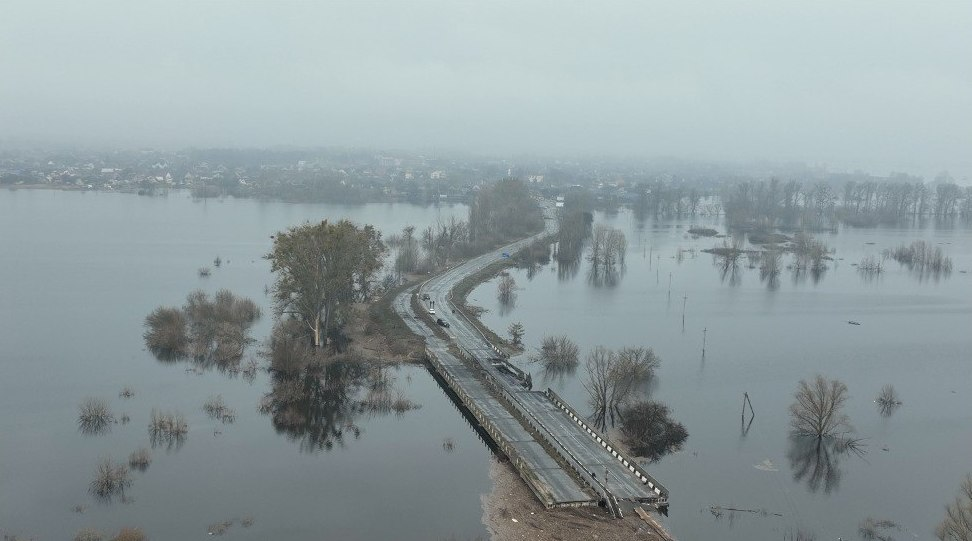
Вид на Демидів з боку мосту на автодороі Р02 через річку Ірпінь після затоплення заплави
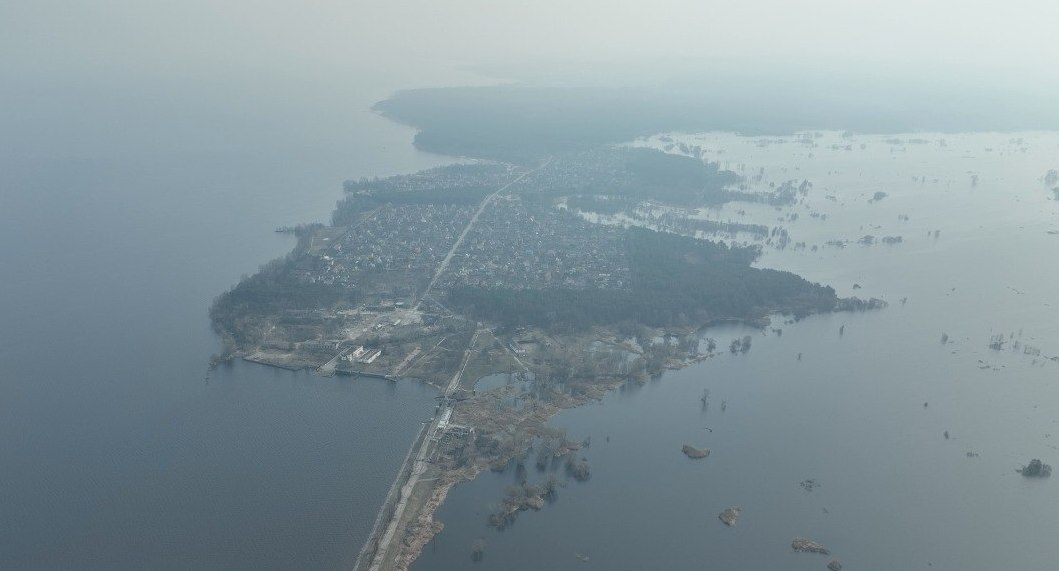
Вид на греблю з боку Козаровичів

## Притоки
- Ліві: Калинівка, Жарка, Свинарка, Сивка, Відьманка, Лупа, Куделя, Трубище, Тростинка, Кочур, Буча, Рокач, Кізка.
- Праві: Крив'янка, Білка, Шишкарівка, Бистрик, Веприк, Унава, Борщагівка, Любка, Горенка, Мощунка, Бобриця.

## Населені пункти над Ірпенем
Села Яроповичі, Ходорків, Скочище, селище міського типу Корнин, села Сущанка, Федорівка, Млинок, Дідівщина, Пришивальня, Томашівка, Ярошівка, Соснівка, Чорногородка, Перевіз, Яблунівка, Мостище, Дзвінкове, Новосілки, Княжичі, Жорнівка, Лука, Бобриця, Білогородка, Гнатівка, Гореничі, Стоянка, місто Ірпінь, селище міського типу Гостомель, села Раківка, Синяк, Гута-Межигірська, Демидів, Козаровичі.

## Мостові переходи
- Мостовий перехід через річку Ірпінь — розташований на автошляху міжнародного значення М07 Київ — Ковель — Ягодин (надалі на Люблін) у Київській області у місці, де сполучаються території міст Бучі, Ірпеня та Гостомеля.
- 12 квітня 2023 року завершено відновлення залізничного мосту через річку Ірпінь, який був зруйнований під час бойових бій з російськими окупантами навесні 2022 року. Залізничники фактично звели новий перехід через річку, що дозволило відкрити рух двома коліями та збільшити пропускну спроможність поїздів у цьому напрямку[12].